# Zeche Knappeule
Die Zeche Knappeule ist ein ehemaliges Steinkohlenbergwerk in Dortmund im Bereich der Stadtteile Berghofen und Loh. Das Bergwerk war auch unter den Namen Zeche Knappichte, Zeche Knapuhle, Zeche Knapp Uhle, Zeche Kappuhle und Zeche Berguhle bekannt. Das Bergwerk gehörte zum Amt Unna und wurde in den Unterlagen des Bergamtes auch als Zeche Knap Eule geführt.

## Geschichte
Im Jahr 1737 war das Bergwerk bereits unter dem Namen Knapp Uhle in Betrieb. Ab dem Jahr 1739 lag das Bergwerk zeitweise in Fristen. In den Jahren 1742 bis 1744 war das Bergwerk ohne Unterbrechungen in Betrieb. Am 6. Juli des Jahres 1766 wurde die Mutung für eine Steinkohlenbank, die Rappigte genannt wurde, eingelegt. Die Mutung wurde unter dem Namen Knappichte eingetragen. Als Muter trat auf Johann Caspar Funcke und er begehrte ein Grubenfeld mit der Größe einer Fundgrube und zwölf Maaßen. Die Mutung wurde unbeschadet einer Person (salvo jure) vom Bergamt angenommen. Den Auftrag für die Inaugenscheinnahme erhielt der Bergmeister Rielcke. Das Bergwerk wurde zu diesem Zeitpunkt durch den Stollen die Zeche Papenbank im Hördeschen gelöst.  Am 22. April des Jahres 1771 waren als Gewerken Frau Funcke und Hermann Grote zu Berghofen in die Unterlagen des Bergamtes eingetragen. Beide Gewerke hatten eine unterschiedlich hohe Anzahl an Kuxen. Das Bergwerk war zu diesem Zeitpunkt in Betrieb. Gemäß den Angaben des Gewerken war das Bergwerk bis zu diesem Zeitpunkt nicht vermessen worden, auch hätte noch keine Belehnung stattgefunden. Die Rezeßgelder waren vierteljährlich entrichtet worden. Im Jahr 1851 wurde die Berechtsame gelöscht, da eine identische Berechtsame unter dem Namen Elisabeth existierte, bei der die Mutung bereits Jahre früher eingelegt worden war.